# Alina Lohwynenko
Alina Wiktoriwna Lohwynenko (ukrainisch Аліна Вікторівна Логвиненко, engl. Transkription Alina Lohvynenko; * 18. Juli 1990 in Artemiwsk, Ukrainische SSR, UdSSR) ist eine ukrainische Sprinterin, die sich auf den 400-Meter-Lauf spezialisiert hat und besonders mit der ukrainischen Langsprintstaffel erfolgreich ist.

## Sportliche Laufbahn
2009 gewann Alina Lohwynenko mit der ukrainischen Staffel die Goldmedaille mit neuem Juniorenrekord bei den Junioreneuropameisterschaften im serbischen Novi Sad. Diese Medaille wurde den Ukrainerinnen aber später aberkannt, da Olha Semljak wegen Dopings gesperrt wurde. Zudem erreichte sie über 400 Meter das Finale und belegte dort Platz sieben. 2010 wurde sie bei den Europameisterschaften Fünfte mit der Staffel. 2010 und 2011 erreichte sie in der Staffel den dritten Platz bei der Team-Europameisterschaft. Zudem gewann sie 2011 die Silbermedaille bei den U23-Europameisterschaften. 2012 feierte sie den Gewinn der Goldmedaille bei den Europameisterschaften in Helsinki und der Bronzemedaille bei den Olympischen Spielen in London. Über 400 Meter erreichte sie das Halbfinale und damit ihren besten Platz bei einer Großveranstaltung im Spezialbewerb.
2013 gelangte sie bei den Weltmeisterschaften in Moskau mit der ukrainischen 4-mal-400-Meter-Stafette auf den vierten Platz. 2015 belegte sie mit der Staffel den fünften Platz bei den Halleneuropameisterschaften in Prag. Zudem erreichte die Ukraine erneut den dritten Platz bei der Team-Europameisterschaft. 2016 war Lohwynenko wieder Teil der ukrainischen Stafette für die Olympischen Spiele in Rio de Janeiro, bei denen sie den fünften Platz belegte. 2018 schied sie bei den Europameisterschaften in Berlin mit 53,18 s in der ersten Runde aus und bei den IAAF World Relays 2019 in Yokohama wurde sie in der Vorrunde disqualifiziert. Anschließend siegte sie bei den Europaspielen in Minsk in der gemischten 4-mal-400-Meter-Staffel in 3:16,65 min. 2020 gewann sie bei den Balkan-Meisterschaften in Cluj-Napoca in 52,89 s die Silbermedaille und wurde mit der Staffel in 3:34,21 min Dritte und im Jahr darauf siegte sie bei den Balkan-Hallenmeisterschaften in Istanbul in 3:38,16 min im Staffelbewerb. Im Sommer startete sie mit der 4-mal-400-Meter-Staffel bei den Olympischen Sommerspielen in Tokio und schied dort mit 3:24,50 min im Vorlauf aus. Auch in der Mixed-Staffel über 4-mal 400 Meter verpasste sie mit 3:14,21 min den Finaleinzug.
2012 wurde Lihwynenko ukrainische Meisterin im 400-Meter-Lauf sowie 2011, 2013, 2017 und 2020 auch in der 4-mal-400-Meter-Staffel. Zudem siegte sie 2012, 2015 und von 2018 bis 2021 in der Halle im Staffelbewerb.

## Persönliche Bestzeiten
- 200 Meter: 23,24 s, 28. Mai 2012 in Jalta
- 400 Meter: 51,19 s, 12. Juni 2012 in Jalta
  - 400 Meter (Halle): 54,19 s, 7. Februar 2019 in Sumy